# Кармелитки-миссионерки

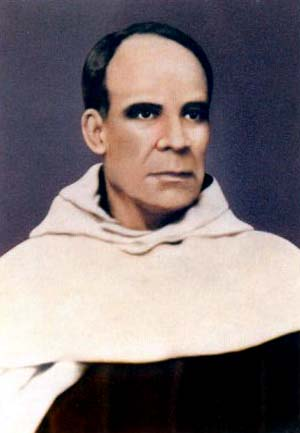
Блаженный Франциск Иисуса-Марии-Иосифа, основатель конгрегации.

Кармелитки-миссионерки или Конгрегация сестер кармелиток-миссионерок (исп. Germanes Carmelites Missioneres, лат. Congregatio Sororum Carmelitarum Missionariarum) — женский институт посвященной жизни в Римско-католической церкви, основанный в 1860 году в Сьютаделья-де-Менорка, в Испании Франциском Палау-и-Куэром (в монашестве Франциск Иисуса-Марии-Иосифа) и утверждённый 3 декабря 1907 года Святым Престолом. Институт является ветвью регулярных терциариев Орден босых кармелитов и обозначается аббревиатурой C.M.

## История
Конгрегация была основана в 1860 году в Сьютаделья-де-Менорка в Испании священником Франциском Иисуса-Марии-Иосифа (в миру Франциск Палау-и-Куэр) из Ордена Босых Кармелитов.
После смерти основателя в 1872 году руководство институтом перешло к Хуане Нохес. В знак несогласия с действиями нового руководства, Хуана Гратиас-Фабре́, бывшая рядом с Франциском Иисуса-Марии-Иосифа со времени основания конгрегации, вместе с несколькими монахинями, покинула институт и присоединилась к кармелиткам апостолинкам в Байоне. В 1878 году в Маоне она основала новый институт в духе Франциска Иисуса-Марии-Иосифа.
Община переехал в Санта-Мария-Вальякарка в Барселоне, где 18 декабря 1878 года была признана институтом епархиального права. Между 1925 и 1929 годами были предприняты попытки слияния обеих ветвей, той, что в Барселоне (кармелитки-миссионерки) и той, что в Таррагоне (Кармелитки Терезианские Миссионерки).
Институт вошел в семью босых кармелитов 8 октября 1906 года. Деятельность конгрегации получила декрет одобрения от Святого Престола 3 декабря 1907 года. Конституции были окончательно одобрены 20 мая 1917 года.

## В настоящее время
На 31 декабря 2005 года в институте несли служение 1715 монахинь в 255 домах.
Общество действует на территории Камеруна, ДРК, Кот-д'Ивуара, Экваториальной Гвинеи, Кении, Малави, Нигерии, Танзании, Аргентины, Боливии, Бразилии, Канады, Колумбии, Коста-Рики, Кубы, Чили, Эквадора, Сальвадора, Мексики, Гватемалы, Никарагуа, Перу, Пуэрто-Рико, Доминиканской Республики, Кореи, Филиппин, Японии, Индии, Индонезии, Тайваня, Таиланда, Испании, Италии, Румынии, Франции, Великобритании, Польши,Португалии и Австралии.
Главный дом института находится в Риме, в Италии.

### Деятельность
Кармелитки-миссионерки ведут созерцательно-апостольский образ жизни, ухаживая за больными людьми, занимаясь христианским воспитанием и образованием молодёжи и апостольством на приходах.

## Покровители конгрегации
Главной покровительницей конгрегации является Божия Матери Кармельская. Основатель института, Франциск Иисуса-Марии-Иосифа был причислен к лику блаженных 24 апреля 1988 года.